# Barranc de la Valltorta

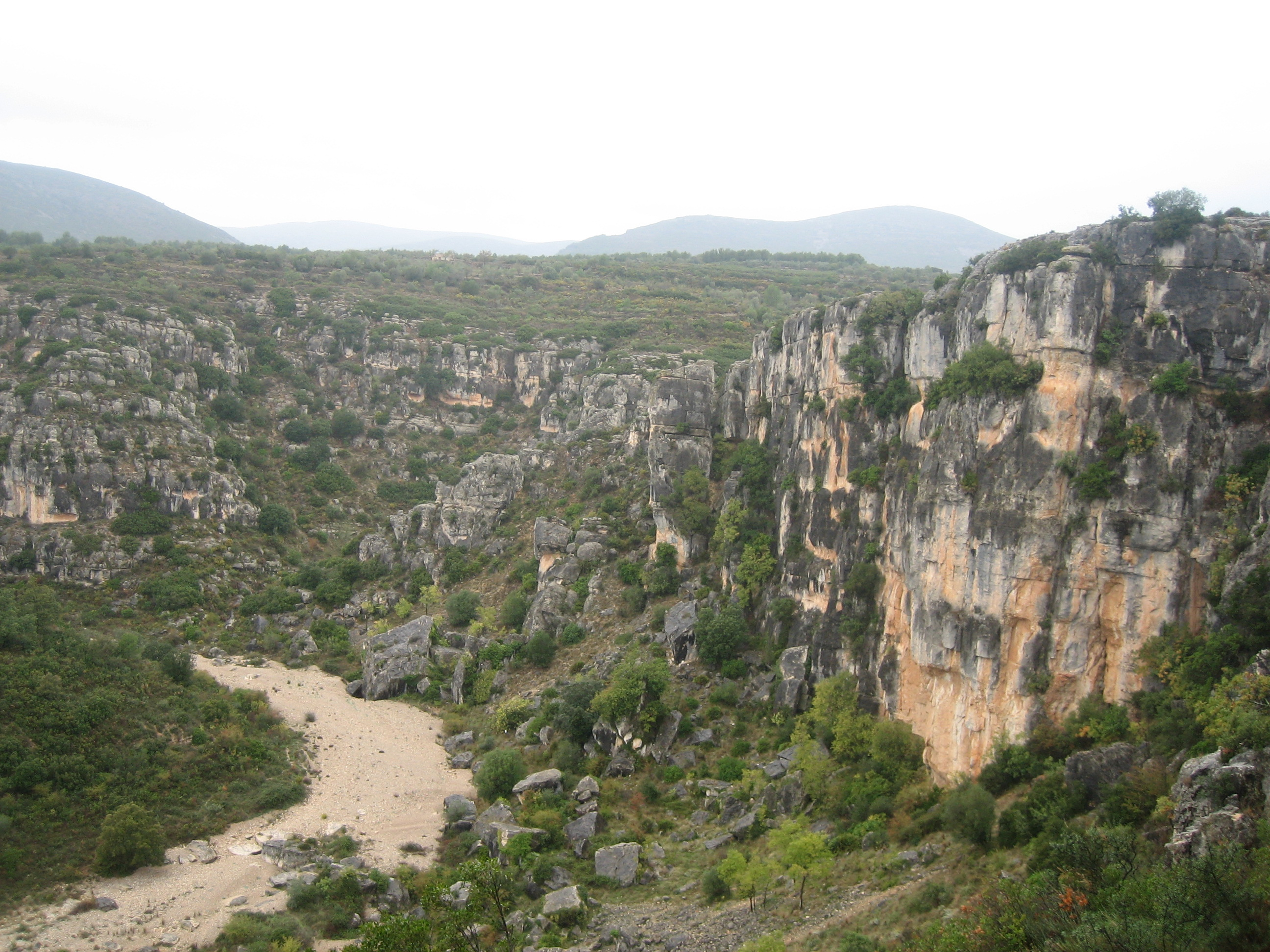
Vue sur le barranc de la Valltorta

Le barranc de la Valltorta se trouve dans une zone montagneuse du proche littoral méditerranéen, plus concrètement dans la partie septentrionale du Pays Valencien. Cette zone géographique formée par le plateau du Maestrat est constituée par un système de vallées qui vont depuis les terres aragonaises jusqu'au littoral. La Valltorta fait partie de la comarque de l'Alt Maestrat.[pas clair]
Son cours torrentiel naît à environ 1 000 mètres d'altitude, à l'est du village de Catí, dans la montagne d'en Seller, et débouche dans la riu de les Coves ou de Sant Miquel à la hauteur de les Coves de Vinromà.[pas clair]
La Valltorta possède un double intérêt. En premier lieu, les peintures reflètent les préoccupations religieuses et les manières de vivre d'hommes qui ont commencé à peindre sur les parois de leurs abris cela fait environ sept mille ans. D'autre côté c'est une manière d'appréhender un paysage humanisé, modelé par les systèmes traditionnels d'exploitation agricole et d'élevage dont on conserve d'intéressants vestiges architecturaux, comme les cabanes en pierre sèche, les norias, etc.

## Art rupestre

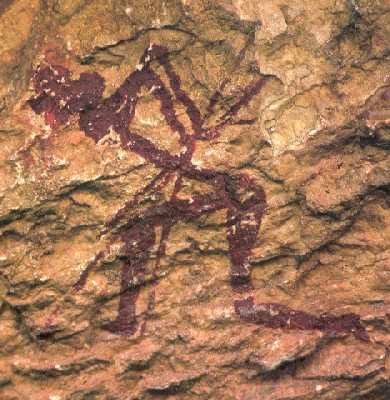
Peinture rupestre de la Valltorta

Cela fait des milliers d'années — approximativement 10 000 ans av. J.-C. à la période épipaléolithique — les créateurs de l'art rupestre valencien, ont peint dans les grottes et abris des scènes de leur vie quotidienne et de leurs mythologies. En les regardant, on peut comprendre des aspects de la vie de sociétés qui ont vécu dans un paysage tout juste dégradé. Mais leur transformation est allé en accélérant à l'époque historique. Aujourd'hui les éléments distinctifs de la Valltorta sont ses peintures rupestres, l'architecture rurale en pierre sèche, un milieu biologique varié et son Musée. Un musée qui fonctionne comme un centre d'accueil des visiteurs, à qui il fournit des informations sur les aspects les plus intéressants de la Valltorta.
Dans la Valltorta, on connaît 21 abris représentatifs de l'art levantin, où on a peint des figures humaines et animales avec un grand naturalisme. Les animaux les plus représentés sont les cervidés, tant mâles que femelles, et surtout les bouquetins et les sangliers, qui parfois apparaissent blessés par des flèches plantées dans le ventre, le cou ou le dos. On peut identifier, en plus, quelques exemplaires de bœufs, chevaux, chiens ou loups et des insectes. Parmi les figures humaines se détachent par leur nombre celles masculines, armées avec des arcs et des flèches, tendant les arcs ou tirant. Les figures féminines, plus rares, apparaissent habillées avec des jupes longues ajustées aux hanches et avec le torse découvert. Hommes et femmes, spécialement les premiers, sont ornés avec divers types de pendants, plumes et rubans à la tête, au tronc et aux extrémités. Les animaux et les figures humaines sont représentés isolés ou formant des scènes, en général de chasse.

### La Cueva de los Cavallos (grotte des chevaux)

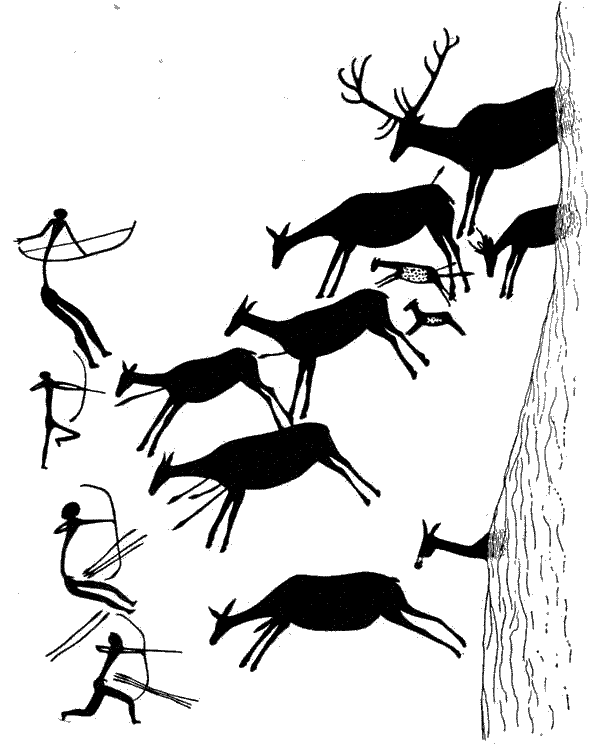
Dessin de la scène de chasse de la grotte dels Cavalls de la Valltorta, d'Hugo Obermaier, extrait du livre Las pinturas rupestres del Barranco de Valltorta (Castellón), H. Obermaier i P. Wernert (1919)

La Cueva de los Caballos, déclarée monument historico-artistique en 1924, se situe dans la zone la plus impressionnante du barranc de la Valltorta, en particulier par son environnement, qui, situé très près de la roche de les Estabigues (o Tabigues), présentant un escarpement vertical de 80 mètres, crée une ambiance unique en son genre.
Cet emplacement géographique, ainsi que les scènes de chasse de la grotte dels Cavalls, réalisées avec une extraordinaire clarté didactique, rendent possible d'imaginer le développement des tactiques cinégétiques dans cet endroit accidenté.
L'abri, orienté vers l'ouest, est de grandes dimensions, avec neuf mètres de long, trois de profondeur et une hauteur maximum de quatre mètres. Tout l'ensemble est fermé par une grille métallique pour pouvoir mieux le protéger, encore qu'il faille signaler que les premières figures se trouvent hors de l'abri.

### La grotte del Civil
La grotte del Civil, déclaré monument historico-artistique en 1924, se trouve sur le territoire de Tírig.
Ses cavités s'ouvrent à environ 15 mètres au-dessus du lit de la rambla et sont orientées de sud à ouest. Elles s'étendent sur 25 mètres. Cette grotte a été fermée depuis quelques années pour que l'action des hommes ne cause pas de dégâts aux peintures qu'elle contient.
D'un intérêt extraordinaire est l'ensemble de figures humaines avec des arcs de «la grotte del Civil» qui représente une possible danse guerrière, également interprétée comme une scène de bataille. Deux groupes d'archers affrontés y apparaissent. Certains tendent leurs arcs et d'autres préparent leurs armes pour commencer à tirer. Par son caractère peu habituel dans le répertoire thématique levantin, nous devons nous référer aux représentations des enterrements, dont à la Valltorta on possède deux exemples: celui d'un homme associé à une figure féminine, dans l'«Abri Centelles», ou celui d'un homme isolé, dans les «grottes del Puntal».

### Sources
- (ca) Cet article est partiellement ou en totalité issu de l’article de Wikipédia en catalan intitulé « Barranc de la Valltorta » (voir la liste des auteurs).